# Попова Гряда (Червенский район)
Попова Гряда (бел. Папова Града) — бывшая деревня (урочище) на территории Ляденского сельсовета Червенского района Минской области. Уничтожена немецко-фашистскими захватчиками в мае 1944 года вместе с жителями.

## География
Располагалась в 2,85 км к северо-востоку от деревни Дуброва.

## История
На 1917 год деревня входила в состав Гребенецкой волости Игуменского уезда (с 18 марта 1923 — Червенского) Минской губернии. 20 августа 1924 года вошла в состав вновь образованного Гребенецкого сельсовета Червенского района Минского округа (с 20 февраля 1938 — Минской области). Согласно переписи населения СССР 1926 года насчитывалось 2 двора, 4 жителя. К 1940 году количество дворов увеличилось до 11, население составляло 58 человек.

### Уничтожение деревни
Во время Великой Отечественной войны деревня была оккупирована в начале июля 1941 года. Жители деревни оказывали помощь партизанам. В один из дней в мае 1944 года, утром, в деревню вошли солдаты немецкого гарнизона, базировавшегося в селе Лапичи Осиповичского района. В это время некоторые женщины ушли работать в поле, в домах оставались преимущественно дети и старики. Несмотря на это, немцы согнали всех жителей деревни в крупный сарай-хлев и подожгли. Сожжена была вся деревня. Жертвами фашистов стали 55 человек, 3 мужчин-сельчан не вернулись с фронта (согласно местным источникам, в огне погибли 57 человек). После войны деревня не была восстановлена.

## Память
В 1982 году на территории бывшей деревни в память о погибших жителях был открыт мемориальный комплекс, видоизменённый и дополненный по проекту архитектора Леонида Левина в 1990-х годах. На входе в деревню расположен памятник-стела. На месте каждого сожжённого дома был установлен деревянный (позднее бетонный) венец сруба и печь, к которой прикреплена табличка с именами погибших жителей деревни (у детей указан также возраст). Создан также макет развалин сарая, в котором сожгли жителей. Название деревни также увековечено в мемориале «Хатынь». 16 апреля 2022 года в рамках общереспубликанского субботника на мемориальном комплексе по числу погибших жителей были высажены 57 лип и рябин.